# 中国工农红军第十一军四十九团团部旧址
中国工农红军第十一军四十九团团部旧址，位于中国广东省河源市紫金县苏区镇炮子日德楼，为紫金县的一个县级文物保护单位，类型为近现代重要史迹及代表性建筑，公布时间为1977年12月。
中国工农红军第十一军四十九团团部旧址的历史年代为1930。